# Josef Macek (sociálnědemokratický politik)
Josef Macek (13. září 1887 Krumpach – 19. února 1972 Vancouver) byl československý ekonom, politický teoretik i aktivní politik, meziválečný poslanec Národního shromáždění za Československou sociálně demokratickou stranu dělnickou.

## Život
Absolvoval gymnázium v Zábřehu, pak studoval práva na právnické fakultě Univerzitě Karlově, kde v listopadu roku 1911 dosáhl titul doktora práv. Navštěvoval přednášky ekonoma Albína Bráfa a jeho žáka Josefa Grubera. Poté si rozšiřoval své znalosti studiem na české a německé filosofické fakultě v Praze a v zimním semestru 1913-1914 na universitě v Berlíně. V letech 1911-1912 procházel soudní a advokátní praxí a v letech 1912-1918 působil také jako suplující profesor obchodní akademie v Praze. Po první světové válce v letech 1918-1921 pracoval jako odborný rada v ministerstvu zemědělství. V roce 1921 byl jmenován mimořádným a v roce 1926 řádným profesorem národního hospodářství na Vysoké škole obchodní v Praze (dnešní Vysoká škola ekonomická v Praze).
V pedagogické činnosti se projevoval jako vynikající pedagog a řečník. Sdílel řadu názorů svého učitele Albína Bráfa, ale rozcházel se s ním v názorech na povahu stávajícího řádu, charakter nutných reforem a směr transformace hospodářského zřízení. Vedle své pedagogické práce se aktivně zúčastnil sporů a diskuzí o hospodářské politice Československa, v nichž byl mimo jiné jeho hlavním názorovým protivníkem významný národohospodář a teoretik Karel Engliš. Značná část jeho publikační činnosti nepatřila ryze teoretickým názorům, nýbrž aktuálním otázkám hospodářské politiky. Byl brilantním řečníkem a velkým znalcem světové ekonomické teorie. Jeho knihy jsou napsány krásným literárním jazykem a jeho učebnice z didaktického hlediska mohou být příkladem i dnešním autorům.
Zúčastnil se rovněž aktivně politického života. Od roku 1907 byl členem sociální demokracie. Měl blízko k myšlenkám Františka Modráčka, který přikládal velký význam družstevnictví. Právě s Františkem Modráčkem se v roce 1919 spojil na projektu nové politické strany nazvané Socialistická strana československého lidu pracujícího, kdy i za tuto stranu byl jako její lídr v komunálních volbách v roce 1919 zvolen do pražského zastupitelstva. Pak se ale vrátil do sociální demokracie. Byl aktivní v Dělnické akademii a od roku 1923 byl redaktorem revue Naše doba, která sdružovala levicově liberální intelektuály. Na přelomu 20. a 30. let se zapojil do debat okolo nového programu sociální demokracie, přičemž představoval liberální křídlo kritické k postulátům marxismu.
Po parlamentních volbách v roce 1925 získal poslanecké křeslo v Národním shromáždění. Mandát nabyl ale až dodatečně roku 1928 jako náhradník poté, co rezignoval poslanec Albín Chalupa. Mandát obhájil v parlamentních volbách v roce 1929 i parlamentních volbách v roce 1935. Poslanecký post si oficiálně podržel do zrušení parlamentu roku 1939, přičemž na podzim 1938 se ještě v druhorepublikovém Česko-Slovensku zapojil do činnosti poslaneckého klubu nově utvořené Národní strany práce.
Podle údajů z roku 1919 bydlel v Praze II., na Moráni 359, dle z roku 1935 v Praze bydlel i nadále.
O vánočních svátcích roku 1949 uprchl Josef Macek s manželkou na lyžích přes Šumavu z ČSR. Z Německa, přes Francii a Kanadu emigroval do USA. Poté přednášel na univerzitě v Pittsburghu, kde se stal v roce 1953 profesorem. V letech 1957-1961 učil na dívčí koleji Chathan College. Angažoval se v krajanských spolcích a od roku 1952 byl členem Rady svobodného Československa. Roku 1961 se přestěhoval za rodinou svého syna Jiřího do Vancouveru.

## Dílo

### Makroekonomie dle Macka: Sociální ekonomika
Josef Macek se soustředil ve svém díle nejprve na problematiku vlastnictví půdy a jejího negativního vlivu na stav českého zemědělství (Macek, 1917, 1918). Odtud se brzy jeho zájem rozšířil na široké spektrum sociálních otázek (Macek, 1921, 1923, 1925). Jeho zásadní vklad pro české ekonomické myšlení spočíval v promýšlení metodologických otázek a otázek souvisejících se zasazením ekonomie do kontextu sociálních věd (Macek, 1925, 1992). Svou pozornost soustředil Macek nejprve na agrární otázku, protože spravedlivé rozdělení půdy považoval za podmínku dalších sociálních reforem ve společnosti. Ve své analýze nerovnosti a vykořisťování z let 1917–1918 Macek dokazoval, že klíč ke změně společenských poměrů spočívá v odstranění pozemkového monopolu, jehož postupné odstranění – sám Macek tuto dobu odhadoval na více než 200 let – se mělo uskutečňovat jak cestou „ekonomického přinucení“ progresivním zdaněním a striktním omezováním dědického práva, tak cestou dobrovolné změny člověka prostřednictvím výchovy a etického působení. Kořeny veškerého společenského zla přitom Macek neviděl v soukromém vlastnictví, ani v přerozdělování, nýbrž právě jen v instituci velkostatku (Macek, 1918, s. 36). Josef Macek nebyl proti systému, založeném na soukromém vlastnictví. Ale odmítal princip laisser faire v klasické podobě a byl proti takovému soukromopodnikatelskému podnikání, které bezohledně narušovalo celospolečenské zájmy a zneužívalo svého monopolního postavení. Řešení hledal ve vyvážené sociální politice. V době první republiky – a po jistém zklamání z průběhu pozemkové reformy – se soustředil na otázky chudoby, jejich zdrojů a cest k řešení. Za nezbytnou součást sociálních reforem považoval reformu pracovního zřízení, důchody a jejich rozdělování, cyklické výkyvy ekonomiky, sociální pojištění, politiku plné zaměstnanosti a stálou kupní sílu peněz
Přestože byl Macek považován za fundamentálního keynesovce, nebyl ve skutečnosti standardním ekonomem, pohyboval se na pomezí mezi (sociální) filosofií, právní vědou, religionistikou (sám se přitom v náboženských otázkách považoval za skeptika) a politickou ekonomií, což jej jak metodologicky, tak obsahově nejvíce přiblížilo ke klasické ekonomické sociologii. Příčinou hospodářské krize z roku 1929 je podle něho samotné smýšlení lidí, příčina je tedy uvnitř člověka, nikoli vně, kde hledají všichni. Řešení vidí v tom, že všichni lidé změní své mínění, což je podle mne nemožné a navíc je to dlouhodobá záležitost, která je nejspíše i neuskutečnitelná. K tomuto řešení samozřejmě doporučuje také další opatření jako sociální reformu, jednotnou měnovou politiku v rukách vlády, větší investiční činnost veřejných korporací atd. Hlavními ekonomickými důsledky krize byla deflace, problém s odbytem a vysoké úrokové míry. Předními tématy kritiky se stala politická rozhodnutí ve věcech nedostatečných vládních investic, neopuštění pevného poměru koruny ke zlatu, nastavení protekcionistické politiky, které nedokázali zabránit prohloubení krize a nastolení příznivého prostředí pro „znovunastartování“ naší ekonomiky. Dalšími otázkami, kterými se zabývá je reforma veřejné správy a s tím spojená problematika „dvojího platu“ a zamyšlení se nad pojmem autorita v demokracii.
Podle Macka každá sociální instituce má svůj hospodářský aspekt, hospodářský rozměr má každý lidský čin. Hospodářský rozměr přitom spočívá v uspokojování potřeb z hlediska hospodárnosti, tj. přiměřenosti účelů a prostředků. I když už počátkem 20. let Macek označoval hospodářské otázky za nejdůležitější společenské otázky vůbec, nedomníval se, že by se studium sociálních jevů dalo redukovat na ekonomii. Bez studia jiných aspektů sociálního řádu a bez jiných sociálních věd je pro Macka nemyslitelné i samo studium hospodářského řádu. Macek tvrdil, že liberální přístup k vymezení společenského blahobytu jako výsledku spontánních tržních sil postrádá altruistické hledisko. Ekonomii chápal jako vědu sociální (Macek, 1945, s. 18), která má objevovat pravidelné souvislosti mezi hospodářskými jevy.
V článku Teorie peněz Josefa Macka a jeho názory na monetární politiku upozornil Milan Sojka na to, že byl Josef Macek předchůdcem současných post keynesiánských měnových teorií. Macek se stal předním českým levicovým keynesovcem. Jeho teorie peněz byla nominální a podobně jako J. M. Keynes a G. Cassel vypracoval koncept spravovaných tzv. fiat peněz. Kritizoval a zamítl kvantitativní teorii peněz. Peněžní zásoba je ve své monetární teorii vysoce endogenní a vyjádřil určité pochybnosti o účinnosti opatření měnové politiky jako proti-cyklického léčiva. Keynesovy teoretické úvahy v mnohém odpovídaly přesvědčení Macka, že je hospodářský řád podřízen řádu sociálnímu, a jeho důrazu na sociální problematiku. Na Sociální řád je kladen zásadní požadavek (výkonnost (výroba, doprava) a spravedlnost (rozdělování úkolů a rozdělení společné práce)). Macek kritizoval to soukromé "podnikání", které je v rozporu s obecnými zájmy (monopol či oligarchie, které zneužívají svoje dominantní postavení) a které nemá ambici uspokojovat potřeby (needs v Post-Keynesovské mikroekonomii) obyvatelstva a akceptovat sociální kritéria. Kapitalismus je chápán jak vnitřně nestabilní (nutná aktivní hospodářská politika) na kterou je nutné reagovat s etickými veřejnými politikami (Ne-neutrální (Na vládě ne-nezávislá) cedulová (centrální) banka, která zajistí dostatečnou nabídku úvěrů; protikrizová rozpočtová politika (aktivní operace s rozpočty, úvěrová expanze); družstevní podnikání, zvýšení vlivu pracovníků, veřejné podnikání a reforma institucí jako možné návrhy zlepšení fungování kapitalismu).
Podle Macka je nesmysl měřit obchodní bilanci státu (běžný a kapitálový účet), čím se paradoxně odlišuje od současné post-keynesovské ekonomie (Kaldor, Thirwall), i když se řadí mezi ně (Milan Sojka). Svým pohledem by se možná mohl přiblížit pohledu MMT. Macek říká, že navíc ani nejde o bilanci státu, ale je to práce soukromníků, kteří jí tvoří tím, že vyvážejí do ciziny a kupují z ciziny, nejde o stát. Dále, že vývoz není znamením úspěchu a rozkvětu, stejně tak dovoz není ochuzování státu a pokud politici mluví o soběstačnosti země, je to opět nesmysl - vyvážíme-li, pak kupujeme z ciziny a nejsme soběstační.

### How Do We Think? A Survey of the Ways of Reasoning.
Mackovo studium ekonomie a posouvá hranici myšlení blíže filozofii vědy tím, že se pokouší najít společné rysy v metodologii ekonomie, sociologie, politiky, práva a historie. Kniha se snaží prokázat, jak se lidstvo v důkazech o skutečnostech, hodnotách nebo logice ve společenských vědách přibližovalo k přísnějším způsobům uvažování, ale zároveň se nedokázalo vyhnout zneužívání této přísnosti tím, že podlehlo pokušení prokázat nezvladatelnost nebo přesvědčit spotřebitele myšlenek, aby přijali ideologická prohlášení zaujatá zájmovými zájmy. Zatímco v dnešní době existují etické výbory v profesních společnostech, vzájemná hodnocení a další zařízení, jejichž cílem je zaručit vědeckou přesnost a správnost, Macek spolu s tisíci spoluobčanů, kteří utrpěli zvěrstva různých totalitních režimů, zažili na první pohled účinky zkreslených soudních řízení a falešný důkaz. Jeho myšlenky a doporučení proti předčasnému úsudku a zevšeobecňování proto nesou váhu, kterou seriózní stipendium nemůže ignorovat nebo odmítnout. Jeho kniha je i dnes zajímavá, inspirativní a v mnoha ohledech současná. Je to také způsobem, jak se vyvíjelo české, středoevropské a dokonce i světové myšlení v sociálních vědách.
V tomto posledním rukopisu, kterou dokončil před smrtí, se Macek soustředil na kulturu přesvědčování veřejnosti, kterou využívali ekonomové, sociologové, politici, historici a právníci. Kniha se zabývá výroky, které vědci a dokonce i příležitostní pozorovatelé a morální kazatelé tvrdí o společnostech. Jak dokazujeme své názory? Co lze považovat za uspokojivý důkaz jejich obsahu? Takové otázky se stávají ještě důležitějšími vzhledem k erozi důvěry v objektivní pravdy (například jak tomu bylo v případě víry ve věčné principy odvozené od boha nebo přírodních sil), k níž došlo za posledních 150 let uprostřed rostoucího relativismu a subjektivismu. .
Macek byl skeptický a po první světové válce byl silně ovlivněn anglosaským sociálním myšlením. Ve stejné době, když se přímo střetl se dvěma totalitními naukami, byl více citlivý na zneužívání všeho druhu ve společenských vědách. Čtenář se tak může vztahovat k myšlenkám, které Macek předkládá v této neobvyklé knize, přičemž čerpá ze svých rozsáhlých pozorování historie i kontroverzí moderního světa. Tvrdí, že zatímco svět pokročil na bezprecedentní technologické úrovně, zdá se, že sociální chování a sociální myšlení neprošly stejnou rychlostí. Jak tvrdí Macek, většinu lidských katastrof nezpůsobily „slepé přírodní síly“ - většina z nich byla způsobena člověkem. Lze to chápat jako velké selhání společenských věd? Macek si myslí, že ne. Bez ohledu na jejich metodická omezení a rizika zneužití mají společenské vědy pozitivní vysvětlující sílu, bez níž společnosti nemohou postupovat.
Tato kniha začíná mnoha zajímavými „případovými studiemi“, což jsou klasické příklady sociálního myšlení sociologie, ekonomie nebo politiky, kde hodnoty vždy zůstávají (často implicitně) součástí argumentu. Způsoby, jakými omylní lidé zacházejí se svými myšlenkami, prohlášenými za neomylné pravdy, se často ukazují jako nešťastně komické, navzdory historii podobných fatálních požadavků za posledních 2500 let. Učení však podléhalo pokroku, a to co se týče toho, co víme i co ne.
Podle jeho názoru se lidé snaží dosáhnout trojice cílů: bohatství, spravedlnosti a poznání (pravda). Ve své snaze je dosáhnout fascinujících kapacit. Metodika dokazování je neoddělitelnou součástí tohoto úkolu. V této knize poukazuje na historii lidstva jako na boj za pravdu, kde samotný boj je často „nakloněním větrných mlýnů“, s pravidly, která jsou spíše neprůhledná a soudci nejsou vždy nestranní. Když si na rozdíl od G. Leibnize, ale v souladu s K. Popperem, nikdy nemůžeme být jisti, že se naše realita vyvíjí naprosto správně (např. Že žijeme v nejlepším z možných světů), existuje obrovské množství prostoru pro sociální vědy, aby se staly nástroji lidského štěstí, nebo naopak za jejich zneužití. Metody dokazování tedy zůstávají kvintesencí společenských věd.
S ohledem na své cíle (proof of facts, of logic, of values) má metodika důkazu k dispozici množství prostředků, z nichž ne všechny mají stejně silnou pravomoc prokázat. Podle Macka lidstvo nejprve použilo analogii k prokázání (nebo spíše augur) božských řádů při hledání absolutních pravd. Pokud jde o jejich platnost, je skeptický, i když dosud tyto přístupy zůstávají dobrým východiskem pro pokračování s robustnějšími technikami dokazování - jako je důkaz důkazem faktem nebo shodou s logikou nebo s lidskými hodnotami. Tím, že Macek přijme možnost konfrontovat „hodnotové úsudky“ (např. Politiky nebo právní předpisy) s metodikou dokazování, opustí tradiční ekonomiku 20. století. Nedávno však vzrostl zájem v mnoha sociálních oborech (např. V právu a ekonomii, axiologii nebo teologii) o podrobení hodnotových systémů logice racionality a diskusi o jejich platnosti jako endogenních nebo optimálních entit. To rozhodně dlouho zůstane otevřenou stránkou všech společenských věd.
Macek diskutuje o jiných přístupech k důkazům citováním řady příkladů role zkušeností, statistik nebo konsensu. Ačkoli se jejich metodologie a stupeň sofistikovanosti od šedesátých let nesmírně pokročily (viz například ekonometrie, sociometrie, experimentální ekonomika nebo zpracování dat), mnoho ze starých nedostatků zůstává nezměněno. Pak existují dva méně robustní přístupy k důkazům: důkaz autoritou a tradicí. Na rozdíl od předchozího se jejich metodika v průběhu času téměř nezměnila a zůstala na základní úrovni. Přesto a docela překvapivě se současné sociální argumenty a politická rozhodnutí stále silně spoléhají na tak vysoce sporné základy.
Důkaz pochybné hodnoty - důkaz zázrakem, obětí, mučednictvím, smrtí a mlčením - rozhodně přesahuje hranice moderní vědy. Překvapivě, jak tvrdí Macek, neztratili v některých oblastech svou přitažlivost a mnoho rozhodnutí učiněných jinak osvícenými sociálními agenty přineslo jejich absurdní důsledky. Ještě horší je, že sofistický důkaz (tj. „Důkaz“ přímým lhaním, nevědomostí nebo úmyslnou nedbalostí) se zdá být zcela nepřijatelný. Bohužel, stejně jako v předchozím příkladu, skutečný život není odolný vůči jejich existenci. Mnoho nedávných vědeckých technik důkazů logikou, matematikou nebo statistikami je tak pokročilých a komplikovaných, že jejich chyby nebo zneužití snadno uniknou pozornosti jejich uživatelů. Technologický pokrok a vědy nejsou pro aplikace (hospodářské a veřejné politiky) neutrální. Mohou být použity jak pro pokrok lidstva, tak pro jeho zničení.
Doporučuje, aby jeden překročil úzké hranice disciplíny a odhalení vlastních nálezů do méně známého terénu sousedních disciplín s cílem v konečném důsledku ověřit jejich platnost ve světle stejně relevantní diskurzy.

## Dílo
- Cesty sebevzdělání. Praha: Jan Laichter, 1943. 91 s.
- Socialismus. 1. vyd. Praha: Státní nakladatelství, 1925. 192 s.
- Cesta z krise. 1. vyd. Praha: Jan Laichter, 1935. 191 s.
- Mravní názory Adama Smitha, zakladatele vědy národohospodářské (Praha 1915); Problém ceny v socialismu (ÚTD socialistické strany, Praha 1921);
- Základy sociální politiky I.-II. (A. Svěcený, Praha 1925);
- První uvedení do národního hospodářství (Státní nakladatelství, Praha 1925); Práce, peníze a politika (J. Laichter, Praha 1932; německy 1933);
- Současná světová krise hospodářská, politická a sociální (Dělnická akademie, Praha 1932; spoluautoři L. Winter a J. Sedmík);
- Zápas s omylem a chudobou: Úvahy o hospodářství, socialismu a demokracii (J. Laichter, Praha 1933);
- Práce a peníze na ni a za ni (Svaz národního osvobození, Praha 1933); Cesta z krise (J. Laichter, Praha 1935); Cesty sebevzdělání: Něco ze zkušenosti žáka a učitele (J. Laichter, Praha 1943);
- Sociální ekonomika: Kurs národního hospodářství (ČGU, Praha 1945–47);
- Basic Economics (Boxwood Press, Pittsburgh 1955);
- Essay on the Impact of Marxism (University of Pittsburgh Press, Pittsburgh 1955; česky jako Dědictví marxismu, Praha 1991);
- How Do We Think: A Survey of the Ways of Reasoning (Karolinum, Praha 2006; ed. V. Benáček).
- Z. Aulehla – Z. Filip: Profesor Josef Macek, ekonom, humanista a demokrat (Acta Universitatis Palackiane Olomucensis, FF 2/1994: 17–30);
- V. Benáček: Předmluva k publikaci J. Macek How Do We Think (Karolinum, Praha 2006: 5–16);
- J. Habr – J. Jankovský: Profesor Josef Macek (Politická ekonomie 1990, 12: 1525–1530);
- M. Sojka: Teorie peněz Josefa Macka a jeho názory na monetární politiku (Politická ekonomie 54, 2006, 3: 351–365);
- M. Šmejkal: Život a dílo národohospodáře prof. dr. Josefa Macka (Acta oeconomica Pragensia 1/1993: 107–140);
- F. Vencovský: Sociální ekonomika Josefa Macka (Dějiny českého ekonomického myšlení do roku 1948. Universitas Masarykiana, Brno 1997: 252–288).